# منى منقارة
منى منقارة (بالإنجليزية: Mona Minkara)‏ هي أستاذة مساعدة في قسم الهندسة الحيوية بجامعة نورث إيسترن وهو المنصب الذي شغلته حتى عام 2023. وتعتمد أبحاثها بشكل أساسي على الأساليب الحسابية لاستكشاف واجهة الهواء والسائل مع التركيز بشكل خاص على فسيولوجيا الجهاز التنفسي وتوصيل الأدوية. كما أن منقارة وهي كفيفة من أبرز المؤيدين لإدماج ودعم الأفراد المكفوفين وضعاف البصر في مجالات العلوم والهندسة. ومن أهم التحديات التي واجهتها هي تقبل الآخرين لمقدرتها وقدرتها على تحدي الإعاقة ووالوصول إلى الدرجة العلمية التي من الممكن للإنسان الطبيعي الوصول إليها خصوصًا أنها أتمت دراستها بالمدرسة الحكومية.

## السيرة
ولدت منى منقارة في أواخر ثمانينيات القرن العشرين وهي الابنة الكبرى لفيدا وسامر منقارة المهاجرين من طرابلس بلبنان إلى الولايات المتحدة. وقد نشأت في تاكوما بارك بولاية ماريلاند وفي منطقة بوسطن الكبرى بولاية ماساتشوستس، حيث أكملت تعليمها في المدارس العامة. حيث تعلمت منقارة اللغتين العربية والإنجليزية منذ صغرها، ولعبت خلفيتها الثقافية المتعددة دورًا مهمًا في حياتها المبكرة. فخلال شبابها قامت بزيارة لبنان بشكل متكرر مع عائلتها.
تم تشخيص حالة منقارة بالضمور البقعي مع خلل في الخلايا المخروطية والقضبانية في مستشفى بوسطن للأطفال مما أدى في النهاية إلى العمى. وقد أكملت تعليمها الجامعي في كلية ويلسلي، وحصلت على درجة البكالوريوس في الكيمياء ودراسات الشرق الأوسط في عام 2009. وحصلت منقارة بعد ذلك على درجة الدكتوراه في الكيمياء من جامعة فلوريدا في عام 2015 تحت إشراف كينيث إم. ميرز جونيور وإريك ديومينز. وكان عنوان أطروحتها "تصميم مثبط جديد لإنزيم اليورياز الناتج عن بكتيريا هيليكوباكتر بيلوري".
بعد حصولها على درجة الدكتوراه انضمت منقارة إلى جامعة منيسوتا كزميلة ما بعد الدكتوراه في مركز النظرية الكيميائية، وعملت في مختبر البروفيسور ج. إيليا سيبمان. في أغسطس 2019 تم تعيينها كأستاذة مساعدة دائمة في قسم الهندسة الحيوية في جامعة نورث إيسترن حيث تعمل أيضًا كعضو هيئة تدريس منتسب في قسم الكيمياء والبيولوجيا الكيميائية.

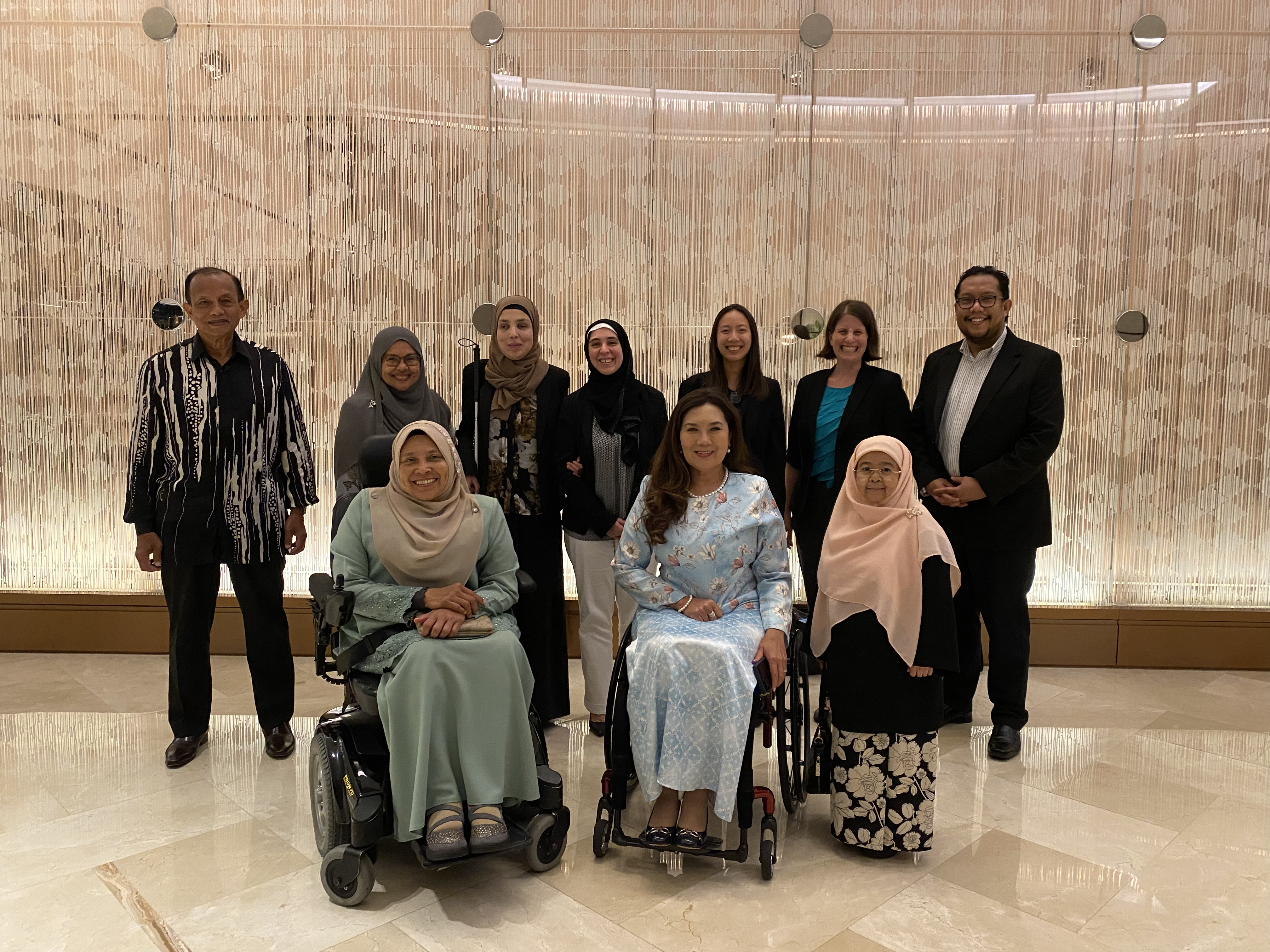
سارة في زيارتها لسيدر

شغلت شقيقتها سارة منقارة مناصب في وزارة الخارجية الأمريكية وتم تعيينها من قبل الرئيس جوزيف بايدن كمستشارة خاصة لحقوق الأشخاص ذوي الإعاقة الدولية. ولها أيضًا شقيق اسمه إبراهيم منقارة.
لدى منى قناة تحتوي مقاطع فيديو حول بحثها وفلسفتها وهواياتها واهتماماتها. كما تشمل أعضاء فريقها وزملاءها وطلابها وأصدقاءها.

## بحث
يعتمد بحث منى منقارة على الأساليب الحسابية للتحقيق في نظام السطح الرئوي وهو مكون معقد وحيوي في فسيولوجيا الجهاز التنفسي. ويركز عملها على توضيح بنية ووظيفة البروتينات المهمة داخل هذا النظام، بالإضافة إلى تفاعلاتها مع مسببات الأمراض الفيروسية والمواد الخارجية الأخرى.
في عام 2022 نُشر مثال بارز لعملها حيث أوضحت منقارة بالتفصيل كيف يمكن لطفرة نقطية محددة في بروتين السطحي الرئوي SP-D أن تعزز خصائصه المضادة للفيروسات. ويحدث هذا التعزيز من خلال تحسين الارتباط بجزيء التريمانوز وهو وسيط حاسم في التفاعل بين البروتين والفيروسات.
ترأس منقارة مختبر كومباين (النمذجة الحاسوبية لهندسة الواجهة الحيوية) في جامعة نورث إيسترن. يهدف هذا المختبر إلى تعميق فهم الواجهات البيولوجية من خلال المحاكاة الحاسوبية والاستفادة من هذه المعرفة لتطوير أساليب علاجية وتشخيصية متقدمة.

## التأييد
اعتبارًا من عام 2023 تشارك منى منقارة بنشاط في الدفاع عن العلماء والمهندسين المكفوفين وضعاف البصر. حيث تعمل كمديرة للعلوم بطريقة برايل وهي منظمة مكرسة لجعل العلوم في متناول ضعاف البصر. تشتهر منقارة بشعارها "الرؤية أكثر من البصر" وغالبًا ما تتحدث إلى جماهير متنوعة حول المساهمات ووجهات النظر الفريدة التي يمكن أن يقدمها الأفراد ضعاف البصر في المجال العلمي. ومن الأمثلة البارزة على دعوتها خطاب ألقته في الأمم المتحدة حيث ناقشت أهمية الممارسات الشاملة في العلوم وسلطت الضوء على مهمة العلوم بطريقة برايل.
بالإضافة إلى ذلك تشارك منقارة في قيادة برنامج ممول من خلال جائزة الشراكة في تعليم العلوم من المعهد الوطني للعلوم الطبية العامة اعتبارًا من عام 2023. وتركز هذه المبادرة على توفير التقنيات المساعدة لطلاب التعليم الثانوي والعالي وتعزيز وصولهم إلى تعليم العلوم.
في عام 2016 ترأست منقارة تطوير "منهج STEM للمكفوفين" والذي يهدف إلى إثراء تعليم العلوم والتكنولوجيا والهندسة والرياضيات للطلاب ضعاف البصر. ومن خلال هذا المنهج تعالج الفجوات التعليمية والحواجز التي يواجهها الطلاب المكفوفون وضعاف البصر في مجالات العلوم والتكنولوجيا والهندسة والرياضيات.
أعربت منقارة عن آرائها بشأن الشمول في الأوساط الأكاديمية مؤكدة على أهمية الاعتراف بالاختلافات في القدرات والعمل على أساسها. وتزعم أن العلوم الأكاديمية يجب أن تكون أكثر شمولاً وفهمًا للإعاقات، حيث تقول: "العلوم الأكاديمية ليست شاملة لأننا لا نفهم اختلافاتنا. إن عدم الفهم أمر جيد ولكن عدم العمل على تحسين الفهم أمر غير جيد. ويحتاج الجميع إلى رؤية الأشخاص ذوي الإعاقة على أنهم قادرون، حتى لو كانوا قادرين بطرق مختلفة".
كما أنها تدافع عن المنظور الفريد الذي يمكن للعلماء المكفوفين أن يقدموه للعلوم الكيميائية، وهو مجال يعتمد تقليديًا على دراسة الظواهر الصغيرة جدًا بحيث لا يمكن رؤيتها.

## الجوائز والتقديرات
حصلت الدكتورة منى منقارة على العديد من الجوائز المرموقة تقديراً لمساهماتها الأكاديمية والمهنية. وخلال أبحاثها بعد الدكتوراه في جامعة مينيسوتا حصلت على زمالة مؤسسة فورد من الأكاديميات الوطنية للعلوم والهندسة والطب. حيث يتم منح هذه الزمالة للأفراد الذين أظهروا إنجازًا أكاديميًا متفوقًا والتزامًا بمهنة التدريس والبحث.
وفي عام 2019 حصلت منقارة على جائزة هولمان من لايت هاوس للمكفوفين وضعاف البصر. حيث يتم منح جائزة هولمان سنويًا للأفراد المكفوفين الذين يظهرون الطموح والأفكار المبتكرة في مجالاتهم المعنية.

## المنشورات التمثيلية
تتضمن المجموعة التمثيلية (غير الشاملة) لمنشورات منقارة في المجلات العلمية اعتبارًا من عام 2023 ما يلي:
- Li، Deng؛ Minkara، Mona S. (2022). "Elucidating the enhanced binding affinity of a double mutant SP-D with trimannose on the influenza A virus using molecular dynamics". Computational and Structural Biotechnology Journal. ج. 20: 4984–5000. DOI:10.1016/j.csbj.2022.08.045. PMC:9452405. PMID:36097510.
- Koone، Jordan C.؛ Dashnaw، Chad M.؛ Alonzo، Emily A.؛ Iglesias، Miguel A.؛ Patero، Kelly-Shaye؛ Lopez، Juan J.؛ Zhang، Ao Yun؛ Zechmann، Bernd؛ Cook، Noah E. (19 أغسطس 2022). "Data for all: Tactile graphics that light up with picture-perfect resolution". Science Advances. ج. 8 ع. 33: eabq2640. Bibcode:2022SciA....8.2640K. DOI:10.1126/sciadv.abq2640. PMC:9385137. PMID:35977019.
- Minkara، Mona S.؛ Weaver، Michael N.؛ Gorske، Jim؛ Bowers، Clifford R.؛ Merz، Kenneth M. (11 أغسطس 2015). "Implementation of Protocols To Enable Doctoral Training in Physical and Computational Chemistry of a Blind Graduate Student". Journal of Chemical Education. ج. 92 ع. 8: 1280–1283. Bibcode:2015JChEd..92.1280M. DOI:10.1021/ed5009552. PMC:4535363. PMID:26300560.
- Minkara، Mona S.؛ Josephson، Tyler R.؛ Venteicher، Connor L.؛ Greenvall، Benjamin R.؛ Lindsey، Rebecca K.؛ Koenig، Peter H.؛ Siepmann، J. Ilja (2 يونيو 2022). "Nonane and Hexanol Adsorption in the Lamellar Phase of a Nonionic Surfactant: Molecular Simulations and Comparison to Ideal Adsorbed Solution Theory". The Journal of Physical Chemistry B. ج. 126 ع. 21: 3940–3949. DOI:10.1021/acs.jpcb.2c02871. OSTI:2311790. PMID:35594369. S2CID:248948365.
- Powell، Kendall (26 يوليو 2021). "Chemical modelling with a sense of touch". Nature. ج. 595 ع. 7869: 756. Bibcode:2021Natur.595..756P. DOI:10.1038/d41586-021-02042-3. S2CID:236452780.
- Josephson، Tyler R.؛ Singh، Ramanish؛ Minkara، Mona S.؛ Fetisov، Evgenii O.؛ Siepmann، J. Ilja (17 ديسمبر 2019). "Partial molar properties from molecular simulation using multiple linear regression". Molecular Physics. ج. 117 ع. 23–24: 3589–3602. Bibcode:2019MolPh.117.3589J. DOI:10.1080/00268976.2019.1648898. hdl:11603/21098. S2CID:201220645.
- Minkara، Mona S.؛ Hembree، Robert H.؛ Jamadagni، Sumanth N.؛ Ghobadi، Ahmad F.؛ Eike، David M.؛ Siepmann، J. Ilja (28 مارس 2019). "A new equation of state for homo-polymers in dissipative particle dynamics". The Journal of Chemical Physics. ج. 150 ع. 12. Bibcode:2019JChPh.150l4104M. DOI:10.1063/1.5058280. PMID:30927875. S2CID:89618153.
- Minkara، Mona S.؛ Josephson، Tyler؛ Venteicher، Connor L.؛ Chen، Jingyi L.؛ Stein، Daniel J.؛ Peters، Cor J.؛ Siepmann، J. Ilja (17 نوفمبر 2018). "Monte Carlo simulations probing the liquid/vapour interface of water/hexane mixtures: adsorption thermodynamics, hydrophobic effect, and structural analysis". Molecular Physics. ج. 116 ع. 21–22: 3283–3291. Bibcode:2018MolPh.116.3283M. DOI:10.1080/00268976.2018.1471233. S2CID:102748019.
- Minkara، Mona S.؛ Lindsey، Rebecca K.؛ Hembree، Robert H.؛ Venteicher، Connor L.؛ Jamadagni، Sumanth N.؛ Eike، David M.؛ Ghobadi، Ahmad F.؛ Koenig، Peter H.؛ Siepmann، J. Ilja (17 يوليو 2018). "Probing Additive Loading in the Lamellar Phase of a Nonionic Surfactant: Gibbs Ensemble Monte Carlo Simulations Using the SDK Force Field". Langmuir. ج. 34 ع. 28: 8245–8254. DOI:10.1021/acs.langmuir.8b00687. PMID:29902016. S2CID:49215473.
- Minkara، Mona S.؛ Weaver، Michael N.؛ Gorske، Jim؛ Bowers، Clifford R.؛ Merz، Kenneth M. (11 أغسطس 2015). "Implementation of Protocols To Enable Doctoral Training in Physical and Computational Chemistry of a Blind Graduate Student". Journal of Chemical Education. ج. 92 ع. 8: 1280–1283. Bibcode:2015JChEd..92.1280M. DOI:10.1021/ed5009552. PMC:4535363. PMID:26300560.
- Macomber، Lee؛ Minkara، Mona S.؛ Hausinger، Robert P.؛ Merz، Kenneth M. (23 فبراير 2015). "Reduction of Urease Activity by Interaction with the Flap Covering the Active Site". Journal of Chemical Information and Modeling. ج. 55 ع. 2: 354–361. DOI:10.1021/ci500562t. PMC:4491936. PMID:25594724.
- Minkara، Mona S.؛ Ucisik، Melek N.؛ Weaver، Michael N.؛ Merz، Kenneth M. (13 مايو 2014). "Molecular Dynamics Study of Helicobacter pylori Urease". Journal of Chemical Theory and Computation. ج. 10 ع. 5: 1852–1862. DOI:10.1021/ct5000023. PMC:4020587. PMID:24839409.

## روابط خارجية
- الطائرات والقطارات والعصي ، قناة وثائقية للسفر على اليوتيوب تستضيفها منقارة